# Богдан (Підляське воєводство)
Богдан (пол. Bohdan) — село в Польщі, у гміні Добжинево-Дуже Білостоцького повіту Підляського воєводства.
Населення — 156 осіб (2011).
У 1975-1998 роках село належало до Білостоцького воєводства.

## Демографія
Демографічна структура станом на 31 березня 2011 року:
|          | Загалом | Допрацездатний вік | Працездатний вік | Постпрацездатний вік |
| -------- | ------- | ------------------ | ---------------- | -------------------- |
| Чоловіки | 83      | 18                 | 56               | 9                    |
| Жінки    | 73      | 11                 | 48               | 14                   |
| Разом    | 156     | 29                 | 104              | 23                   |